# 汪森
汪森（1653年—1726年），字晋贤，号碧巢，浙江桐乡人，清代文學家。

## 生平
生于清世祖顺治十年，汪文桂之弟。與朱彝尊友好，康熙年間拔贡。官广西桂林府通判。兄弟皆好藏書，汪文柏有古香樓，汪文桂有裘杼樓，汪森有碧巢書屋。晚年閒居著述，“借朱彝尊家藏书，荟萃订补”，著有《诗载》二十四卷、《文载》七十五卷、《丛戴》三十卷，合称《粤西三载》，又与朱彝尊合编《词综》。卒于世宗雍正四年，年七十四岁。